# عبد الله الخليفي
عبد الله بن محمد الخليفي (15 مايو 1915 - 15 أغسطس 1993)، الإمام الأسبق للحرم المكي، ولد في مدينة البكيرية بمنطقة القصيم. نشأ نشأة دينية حيث كان والده حريصاً على تربيته تربية دينية فأتم حفظ القرآن وهو في الخامسة عشرة من عمره على يد والده، وتلقى كذلك مبادئ التوحيد والحديث وبعض المسائل الفقهية.

## تعليمه
حصل الخليفي على شهادة كفاءة المعلمين من المعارف كما حصل على شهادة التجويد في القراءات ولديه إجازة التدريس في المسجد الحرام.

## الإمامة
بدأت علاقة الخليفي بالإمامة في المسجد التحتي بالبكيرية وهو أول مسجد في المدينة في ذلك الوقت ثم أصبح إماماً للتراويح والقيام في مسجد المدينة وهو مسجد يقع في إحدى المزارع وبعد أن انتهى من طلب العلم على المشايخ ذاع صيته بين أبناء المنطقة فذكر ذلك بعض المقربين للامير فيصل بن عبد العزيز فامر باستدعائه للصلاة معه كإمام خاص به في مدينة الطائف وكان ذلك حوالي سنة 1365 هـ واستمر إماما عنده لمدة سنتين.
أعجب بصوته وديانته مفتي المملكة عبد الله بن حسن آل الشيخ فطلبه ليكون إماماً مساعداً للشيخ عبد الظاهر أبو السمح في المسجد الحرام، فأنتقل الخليفي إلى المسجد الحرام إماماً مساعداً للشيخ عبد الظاهر أبو السمح واستمر في ذلك إلى أن توفى الشيخ أبو السمح وأصبح الخليفي إماماً رسمياً للمسجد الحرام عام 1373 هـ حيث كان يصلي بالناس الفروض الخمسة والجمعة والتراويح طوال السنوات العشر التي تلت وفاة أبو السمح وعندما جاء بعض الأئمة للمسجد الحرام أصبح يؤم الناس في صلاتي العصر والمغرب ثم أصبح يؤم الناس في صلاة المغرب فقط إلى أن توفى وهكذا قضى في إمامة المسجد الحرام ما يربوا على أربعين عاماً، وعرف أثنائها بـ الإمام البكاء.

## إسهاماته
ساهم الخليفي في مجالات دعوية شتى منها الخطابة والتدريس في المسجد الحرام وقد سبق ذلك بالتدريس في مدارس وزارة المعارف حيث عين عام 1372 هـ مدرساً للعلوم الدينية في الثانوية العزيزية في مكة المكرمة ثم مديراً للمدرسة العزيزية الابتدائية ثم عين مديراً لمدرسة القرارة الابتدائية ثم انشئت مدرسة جديدة بحي المعابدة وهي مدرسة حراء الابتدائية فطلب الانتقال إليها فانتقل مديراً لها، كما عين ملاحظاً على المدرسين في المسجد الحرام.
ويعزى له أنه أول من جمع المصلين على صلاة التهجد في العشر الأواخر من رمضان خلفه بعد ماكانت تصلى فرادى أو في جماعات صغيره في الحرم المكي وقد بدأها بعدد يسير من المصلين في حصوة باب السلام فتزايد عدد المصلين يوماً بعد يوم وأزدادت الصفوف حتى بلغت أطراف المسجد الحرام.

## مؤلفاته ومشاركاته
كانت للخليفي مشاركات إذاعيه وعلى الأخص في إذاعة نداء الإسلام من خلال برنامج دروس في الفقه الإسلامي وله مصحفاً مرتلاً بصوته يذاع من خلال إذاعة القرآن الكريم حتى يومنا هذا، كما أنه أثرى المكتبة الإسلامية بمجموعة من الكتب منها :
- إرشاد المسترشد في مذهب الإمام أحمد
- القول المبين في رد بدع المبتدعين
- المسائل النافعة والفوائد الجامعة
- فضل الإسلام
- الثقافة الإسلامية والدروس الهامة
- خطب الجمع في المسجد الحرام
- دواء القلوب والابدان من وساوس الشيطان
- المعاملات الربوية
- مناسك الحج
- التربية الإسلامية
- الحث على العلم والعمل والنهي عن البطالة والكسل
- التنبيهات الحسان في فضائل شهر رمضان
- تحذير الورى من علامات الربا
- آداب الأسلام وحضارته ومزاياه.[2]

## وفاته
توفى بالطائف عصر يوم الاثنين 28/2/1414 هـ الموافق 16/8/1993 م